# Mieniak strużnik
Mieniak strużnik (Apatura ilia) – owad z rzędu motyli.
Owady dorosłe można spotkać od końca czerwca do początku sierpnia. W odróżnieniu od większości motyli dziennych mieniaki strużniki (i blisko spokrewnione z nimi mieniaki tęczowce) żywią się nie nektarem, ale sokiem wyciekającym z ran na drzewach i płynami zawartymi w gnijących substancjach (także odchodach zwierzęcych). Stożkowe żeberkowane jaja są składane przez samice pojedynczo, na wierzchu liści pokarmowych gąsienic.

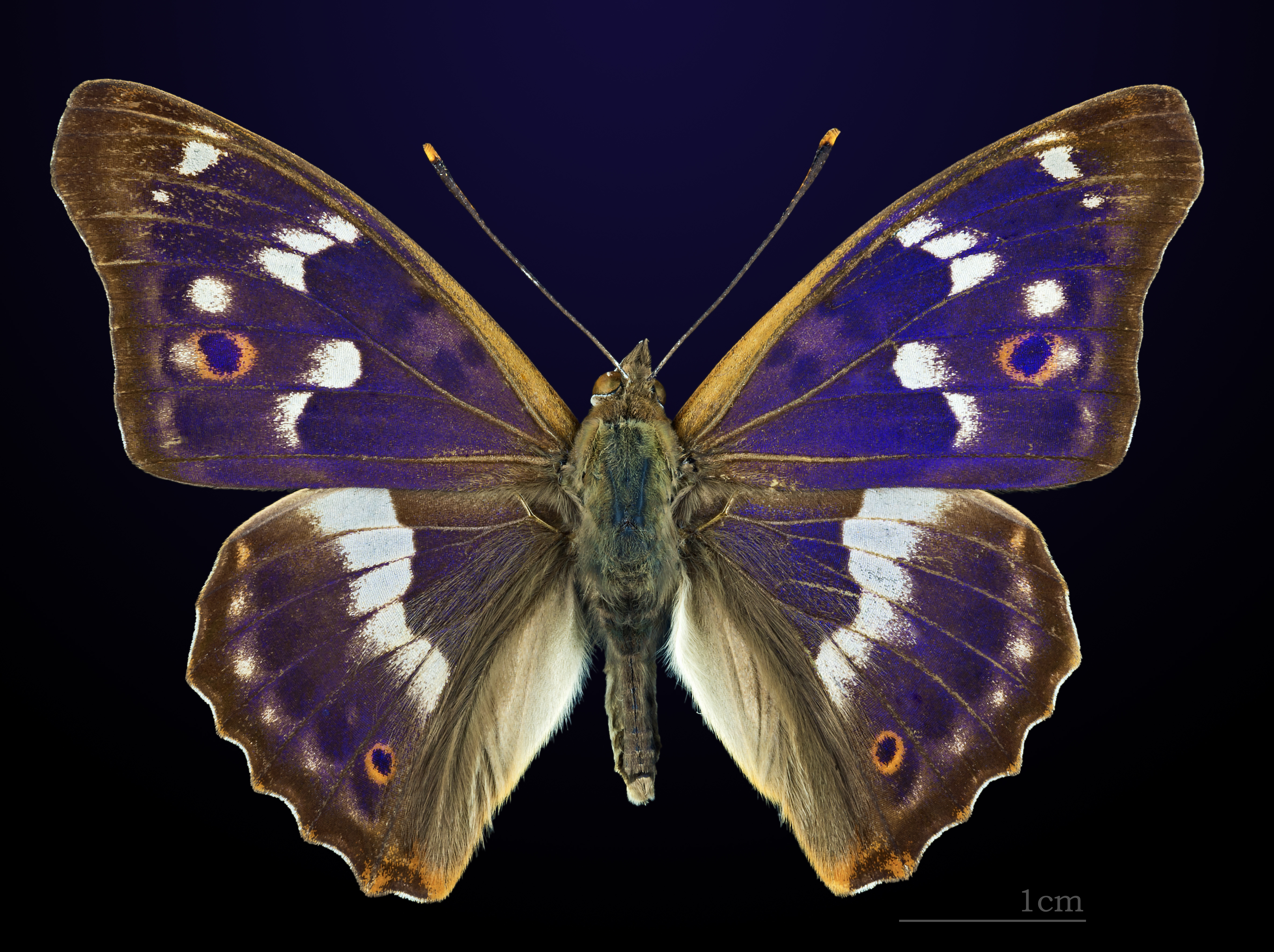
♂ Apatura ilia ilia
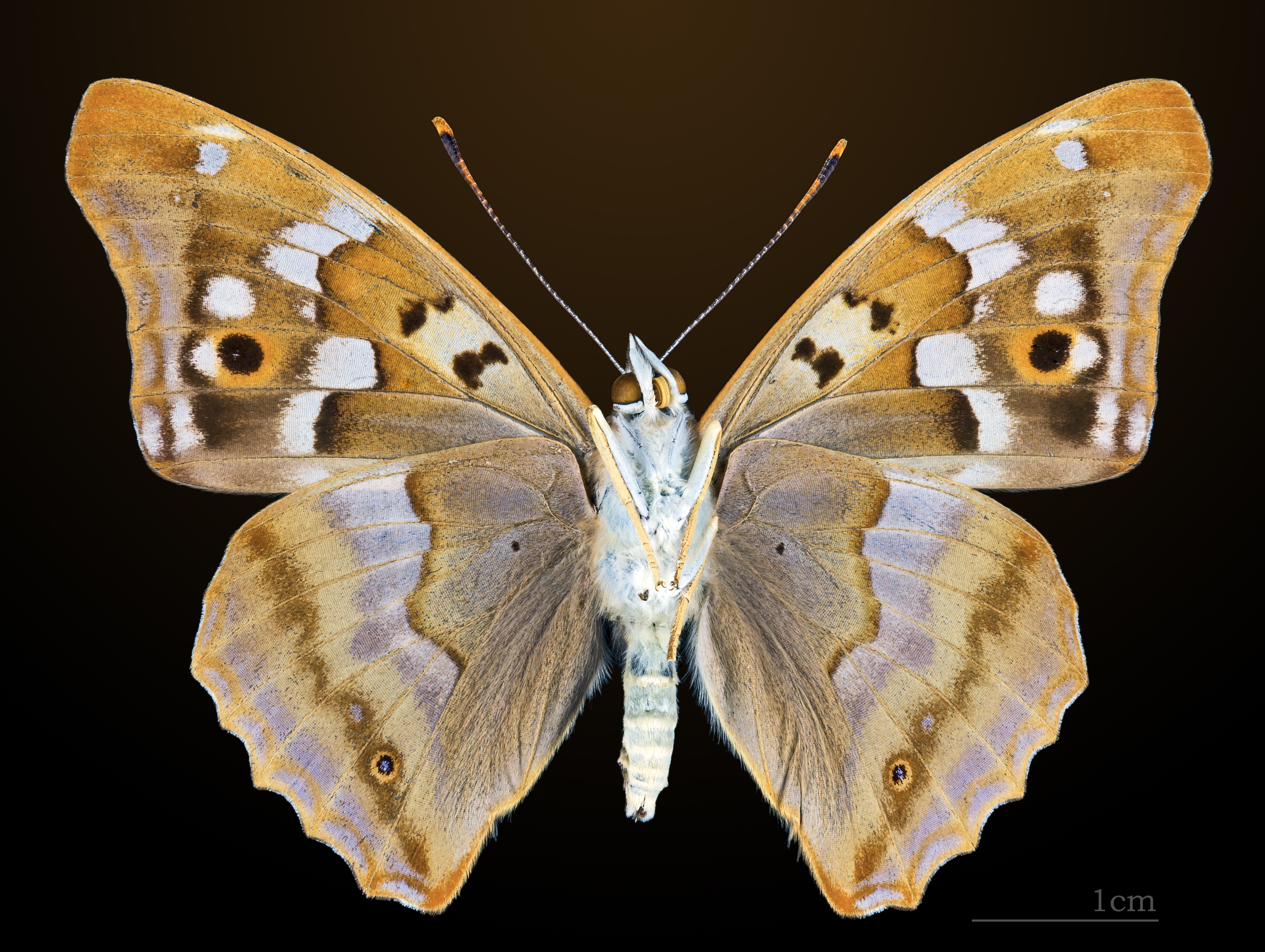
♂ △ Apatura ilia ilia

Gąsienice są zwężone z obu końców, intensywnie zielone. Posiadają charakterystyczne różki upodabniające je do bezskorupowych ślimaków. Żerują od sierpnia. Roślinami żywicielskimi są topole (topola czarna i osika) i wierzby. Gąsienica jest formą zimującą i wiosną kontynuuje żerowanie. Przepoczwarczenie następuje w czerwcu. Poczwarki przyczepione są do spodu liści.
Mieniak tęczowy spotykany jest w całej w Europie i Azji. Typowe biotopy tego motyla to lasy liściaste i mieszane.

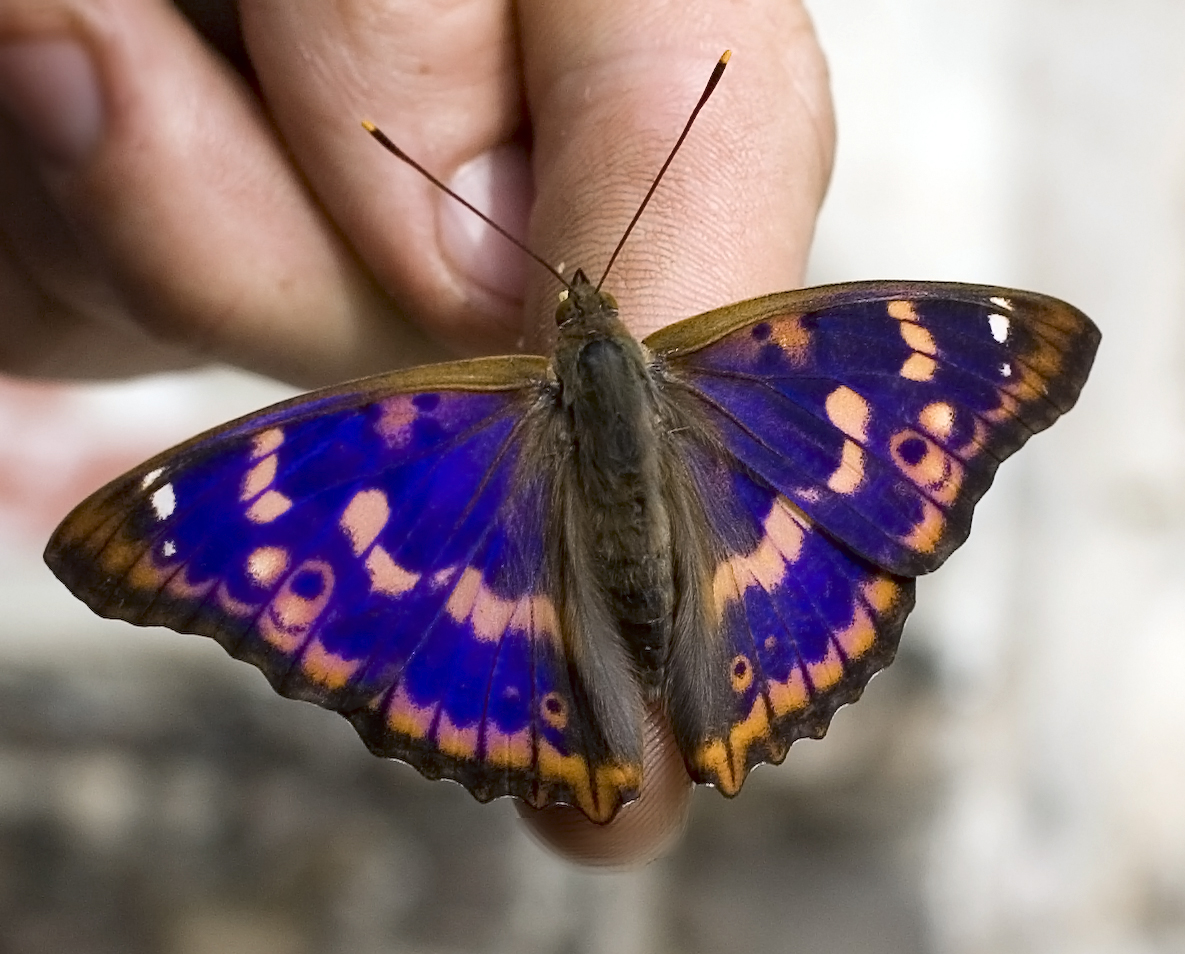
Samiec mieniaka strużnika